# Коморув (Томашовський повіт)
Коморув (пол. Komorów) — село в Польщі, у гміні Томашув-Мазовецький Томашовського повіту Лодзинського воєводства.
Населення — 608 осіб (2011).
У 1975-1998 роках село належало до Пйотрковського воєводства.

## Демографія
Демографічна структура станом на 31 березня 2011 року:
|          | Загалом | Допрацездатний вік | Працездатний вік | Постпрацездатний вік |
| -------- | ------- | ------------------ | ---------------- | -------------------- |
| Чоловіки | 294     | 54                 | 209              | 31                   |
| Жінки    | 314     | 59                 | 187              | 68                   |
| Разом    | 608     | 113                | 396              | 99                   |